# Leoncio Imperial
Leoncio Imperial (ca. 1878 - 8 januari 1962) was een Filipijns politicus. Hij was gouverneur van Albay van 1913 tot 1916 en van 1922 tot 1924. In de tussenliggende periode was Imperial lid van de Senaat van de Filipijnen

## Biografie
Leoncio Imperial werd geboren in de Filipijnse provincie Albay. Hij was een van de zes kinderen van Paciano Imperial en Josefa Duran. Zijn vader was provinciaal secretaris van Albay van de revolutionaire regering gedurende de Filipijnse revolutie. Diens vader, Imperials grootvader, was Sinforozo Imperial, een burgemeester van Daraga en Legazpi halverwege de 19e eeuw. Leoncio Imperial voltooide een rechtenstudie en werd in 1902 toegelaten tot de Filipijnse balie.
Imperial was gouverneur van Albay van 1913 tot 1916. Op 5 mei 1917 werd hij bij speciale verkiezingen voor senatoren van het 6e district gekozen in de nieuw opgerichte Senaat van de Filipijnen. Omdat hij meer stemmen kreeg dan de andere verkozen kandidaat Mario Guariña duurde zijn termijn in de Senaat zes jaar. Na afloop van zijn termijn in 1922 werd Imperial opnieuw gekozen tot gouverneur van Albay.
Imperial behoorde tot een familie die jarenlang de politiek in Albay domineerde. Zijn broer Carlos Imperial was afgevaardigde van Albay in de 1e Filipijnse legislatuur en rechter van het Hooggerechtshof van de Filipijnen. Zijn neef Domingo Imperial was ook senator van 1934 tot 1935 en van 1945 tot 1946. Een andere neef, Jose Imperial was ook gouverneur van de provincie Albay. Zijn achterneef Carlos Imperial was afgevaardigde namens het 2e kiesdistrict van Albay en afgevaardigde in het Interim Batasang Pambansa.